# 新阿爾默洛 (堪薩斯州)
新阿爾默洛（英語：New Almelo）是位於美國堪薩斯州諾頓縣的一個非建制地區。

## 地理
新阿爾默洛所處的海拔為高於海平面731米（即2398英呎），而該地所採用的時區為UTC-6，即北美中部時區（CST）。同時該地設有夏令時間，為UTC-6調快一小時，即UTC-5（CDT）。